# (746) Marlu
(746) Marlu ist ein Asteroid des Hauptgürtels, der am 1. März 1913 vom deutschen Astronomen Franz Kaiser in Heidelberg entdeckt wurde.
Benannt wurde der Asteroid nach der Tochter des Entdeckers, Marie-Luise Kaiser, einer späteren Ärztin.